# Carl Theodor Gevekoht
Carl Theodor Gevekoht (* 15. Mai 1798 in Bremen; † 21. August 1850 in Bremen) war Kaufmann und Bremer Abgeordneter der Frankfurter Nationalversammlung, des ersten frei gewählten Parlaments für ganz Deutschland.

## Biografie
Nach einer Kaufmannslehre ging Gevekoht zunächst nach Baltimore. 1828 kehrte er nach Bremen zurück und wurde Mitbegründer des Handelshauses Gloystein & Gevekoht, das vor allem im Amerikahandel aktiv war. 1839 zog sich Gevekoht aus dem Unternehmen zurück.
1844 war er als Gesandter des Bremer Senats in den Vereinigten Staaten an den Verhandlungen zur Einrichtung einer regelmäßigen Dampfschiffverbindung von New York nach Bremerhaven beteiligt, die schließlich zur Gründung der Ocean Steam Navigation Company führten, welche dann 1847 mit dem Raddampfer Washington den Linienverkehr über den Atlantik aufnahm.
1848 war er Mitglied des Vorparlaments. Am 28. April 1848 wurde Gevekoht als Bremer Vertreter in die Nationalversammlung in Frankfurt gewählt. Dort war er Mitglied der nationalliberalen Casino-Fraktion und arbeitete im Volkswirtschaftlichen Ausschuss mit. Er war eng mit Arnold Duckwitz, dem ebenfalls aus Bremen stammenden Reichsminister für Handel und Marine, befreundet. Nach dem Rücktritt des Kabinetts von Gagern gab Gevekoht am 24. Mai 1849 seinen Sitz in der Nationalversammlung auf und kehrte nach Bremen zurück. 1849 bis 1850 gehörte er dem Plenum der Bremer Handelskammer an.

## Ehrungen
- Er erhielt 1847 für seine Verhandlungen in New York wegen der Dampfschifffahrtslinie Bremen–New York die fünfte Bremische Ehrenmedaille in Gold.